# John Fleck
John Alexander Fleck (født 24. august 1991) er en skotsk professionel fodboldspiller, som spiller for EFL Championship-klubben Blackburn Rovers og Skotlands landshold.

## Klubkarriere

### Rangers
Fleck begyndte sin karriere hos Rangers, og gjorde sin professionelle debut den 23. januar 2008 som 16-år gammel. Fleck imponerede hurtigt, og blev udnævnt til at være Skotlands svar på Wayne Rooney af pressen.
Fleck blev i 2012 udlånt til Blackpool.
Efter at Rangers i 2012 var stærk truet af at gå konkurs, så fik spillerene mulighed for at forlade klubben hvis de ikke ville acceptere nye kontraktforhold. Fleck valgte her at ophæve sin kontrakt med klubben.

### Coventry City
Fleck skiftede i juli 2012 til Coventry City. Fleck blev en fast mand for holdet over de næste 4 sæsoner, og blev i 2015-16 sæsonen kåret som årets spiller i klubben.

### Sheffield United
Fleck skiftede i juli 2016 til Sheffield United. Han spillede i sin debutsæson en vigtig rolle i at Sheffield United vandt League One, og blev kåret som delt årets spiller i klubben sammen med Billy Sharp. Han blev igen i 2017-18 sæsonen kåret til årets spiller i klubben. Han var i 2018-19 sæsonen med til at Sheffield igen rykkede op, denne gang til Premier League.

### Blackburn Rovers
Fleck skiftede i februar 2024 til Blackburn Rovers.

## Landsholdskarriere

### Ungdomslandshold
Fleck har repræsenteret Skotland på flere ungdomsniveauer.

### Seniorlandshold
Fleck debuterede for Skotlands landshold den 10. oktober 2019. Han var del af Skotlands trup EM 2020.

## Titler
Rangers
- Scottish Premier League: 3 (2008-09, 2009-10, 2010-11)
- Scottish Cup: 1 (2007-08)

Sheffield United
- EFL League One: 1 (2016-17)

Indivduelle
- PFA League One Årets hold: 1 (2016-17)
- Coventry City Årets spiller: 1 (2015-16)
- Sheffield United Årets spiller: 2 (2016-17, 2017-18)